# Segundo Castillo
Segundo Alejandro Castillo Nazareno (San Lorenzo, 15 maggio 1982) è un allenatore di calcio ed ex calciatore ecuadoriano, di ruolo centrocampista.

## Caratteristiche Tecniche
Interditore di centrocampo, si posizionava spesso davanti alla difesa. Grintoso e aggressivo, la sua foga agonistica gli permetteva di recuperare un elevato numero di palloni durante le partite ma nonostante ciò possedeva anche buone doti tecniche e anche un discreto feeling col gol grazie a tiro da fuori area molto potente.
Soprannominato El Mortero per la grinta con cui scendeva in campo e il carattere combattivo, da allenatore si è guadagnato il soprannome di Sir Segundo per l'eleganza dei suoi abbigliamenti durante le partite che gli hanno permesso, nel 2025, di diventare un fenomeno virale tanto da finire in riviste come Vogue.

## Carriera

### Club
Debutta da professionista nel 2000, nelle file del Club Deportivo ESPOLI, dove riesce ad imporsi come pedina fondamentale, tanto da venire ingaggiato dal Club Deportivo El Nacional, uno dei club più titolati dell'Ecuador, con cui vince il torneo di Clausura della Serie A 2005.
Le buone prestazioni a Germania 2006 ne valgono l'ingaggio da parte della Stella Rossa, con cui vince un campionato serbo e una coppa di Serbia.
Nell'agosto 2008 si è trasferito in prestito all'Everton.
Il 31 agosto 2009 si è trasferito in prestito al Wolverhampton Wanderers.
Nell'estate del 2010 tornato dal prestito si trasferisce al Deportivo Quito per una cifra intorno ai 500.000 dollari. Nel Deportivo realizzerà 26 presenze con 6 gol.
Alla fine della stagione rescinde il proprio contratto con il club, per poi trovare spazio nel Pachuca nel luglio del 2011. Terminerà la stagione 2011-2012 però con 0 presenze. Nella stagione 2012-2013 viene confermata la sua presenza nella rosa.

### Nazionale
Il 17 agosto 2005 Castillo ha debuttato nella nazionale ecuadoriana, con cui ha preso parte al Mondiale 2006.

## Palmarès

### Club

#### Competizioni nazionali
- Campionati dell'Ecuador: 2

El Nacional: 2005 (Clausura)
Barcelona SC: 2016
- Campionati di Serbia: 1

Stella Rossa: 2006-2007
- Coppe di Serbia: 1

Stella Rossa: 2007